# Aero A-23
Aero A-23 byl jednomotorový československý dopravní letoun smíšené konstrukce, řešený jako dvouplošník s pevným záďovým podvozkem a kapacitou 5–6 pasažérů. Letouny zkonstruované ing. Antonínem Husníkem vyrobila společnost Aero, továrna letadel, dr. Kabeš, Praha-Vysočany.

## Vznik a vývoj

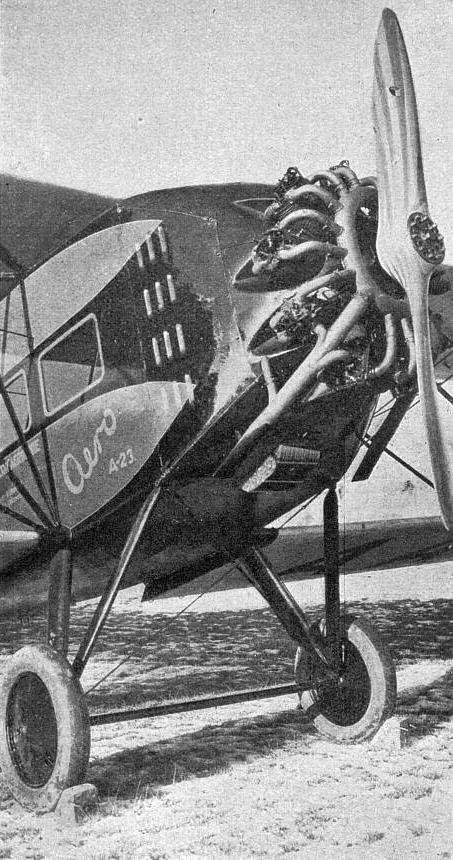
Pohled na příď Aera A-23 s motorem Walter Jupiter IV

Ministerstvo veřejných prací (MVP) v roce 1925 vypsalo veřejnou soutěž na vývoj domácího dopravního letounu, jejímž hlavním cílem byla nezávislost na zahraničních dodávkách a zaměstnanost v leteckém průmyslu. Soutěže se zúčastnily továrny Avia (stroj BH-25) a Aero. Specifikace původně požadovala použití třířadého motoru Lorraine-Dietrich 12Cc vyráběného v licenci v závodech Škoda a kapacitu 5–6 cestujících s dvoučlennou posádkou. V tomto období zakoupila společnost Walter licenční práva na devítiválcový hvězdicový motor Gnome-Rhône Jupiter (Walter Jupiter), který byl se stejným výkonem 330 kW jako specifikacemi požadovaná pohonná jednotka podstatně lehčí (380 kg oproti 713 kg suché váhy).

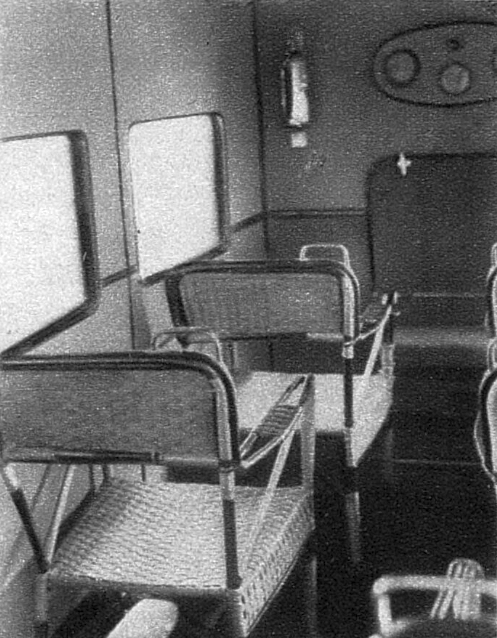
Aero A-23, kabina pro cestující

Továrna Aero na tuto skutečnost a výhody upozornila MVP, které proti instalaci Walter Jupiteru nemělo námitek, naopak použití tohoto motoru stanovilo jako dodatečnou podmínku soutěže. Mimo to měl Walter Jupiter snazší instalaci a obsluhu. První prototyp L-BAAA (výr. č. 1) poprvé vzlétl v roce 1926. Byl u ČSA rok zevrubně zkoušen, teprve potom bylo v roce 1928 vyrobeno šest sériových strojů (výr. č. 2-7), které létaly imatrikulacemi L-BAAB až L-BAAG resp. OK-AAB až OK-AAG. Poslední 3 stroje byly vyřazeny v roce 1936.

## Popis letounu
Aero A-23 byl jednomotorový vzpěrový dvouplošník pro dvoučlennou posádku a až šest cestujících. Dřevěná kostra křídel i kovová kostra ocasních ploch byly potaženy plátnem. Trup byl vyroben ze svařovaných ocelových trubek s kombinovaným potahem duralovými plechy a plátnem. Krycí plechy motoru Walter Jupiter IV byly rovněž z duralu. Palivové nádrže byly umístěny v baldachýnu horního křídla. Spotřeba paliva při cestovní rychlosti se pohybovala kolem 80 kg/h. Zatížení na jednotku výkonu bylo 7,5 kg/k.
Posádka dvou pilotů seděla v otevřeném kokpitu na hřbetu trupu, který byl částečně kryt větrnými štítky. Navíc při pojíždění ke vzletu a během přistání z pilotního kokpitu byl výhled omezen. Vlastní kabina byla umístěna před kokpitem, což mírně ztěžovalo nástup cestujících. Do kabiny se nastupovalo dveřmi na pravé straně trupu.
Sériový letoun byl smíšené konstrukce s dřevěnými křídly potaženými plátnem a trupem z ocelových trubek. Trubky byly v místě kabiny pro cestující snýtovány, v zadní části svařeny. Trup se směrem kupředu zužoval. Na každé straně kabiny byla 3 okna o rozměrech 450x700 mm, vlastní kabina s využitelným objemem téměř 10 m³ měla rozměry 3,65x1,5x1,8 m. Kapacita byla 5-6 osob v závislosti na úpravě vnitřku kabiny. Podvozek byl pevný, odpérovaný.
Letoun byl vybaven dvojím řízením, dvoumístný nekrytý pilotní prostor zůstal vně za křídly, mimo kabinu letadla. Letoun se díky výkonnému motoru Walter Jupiter IV vyznačoval velmi krátkou délkou startu (80 m) i délkou doběhu při přistání (60 m).

## Použití

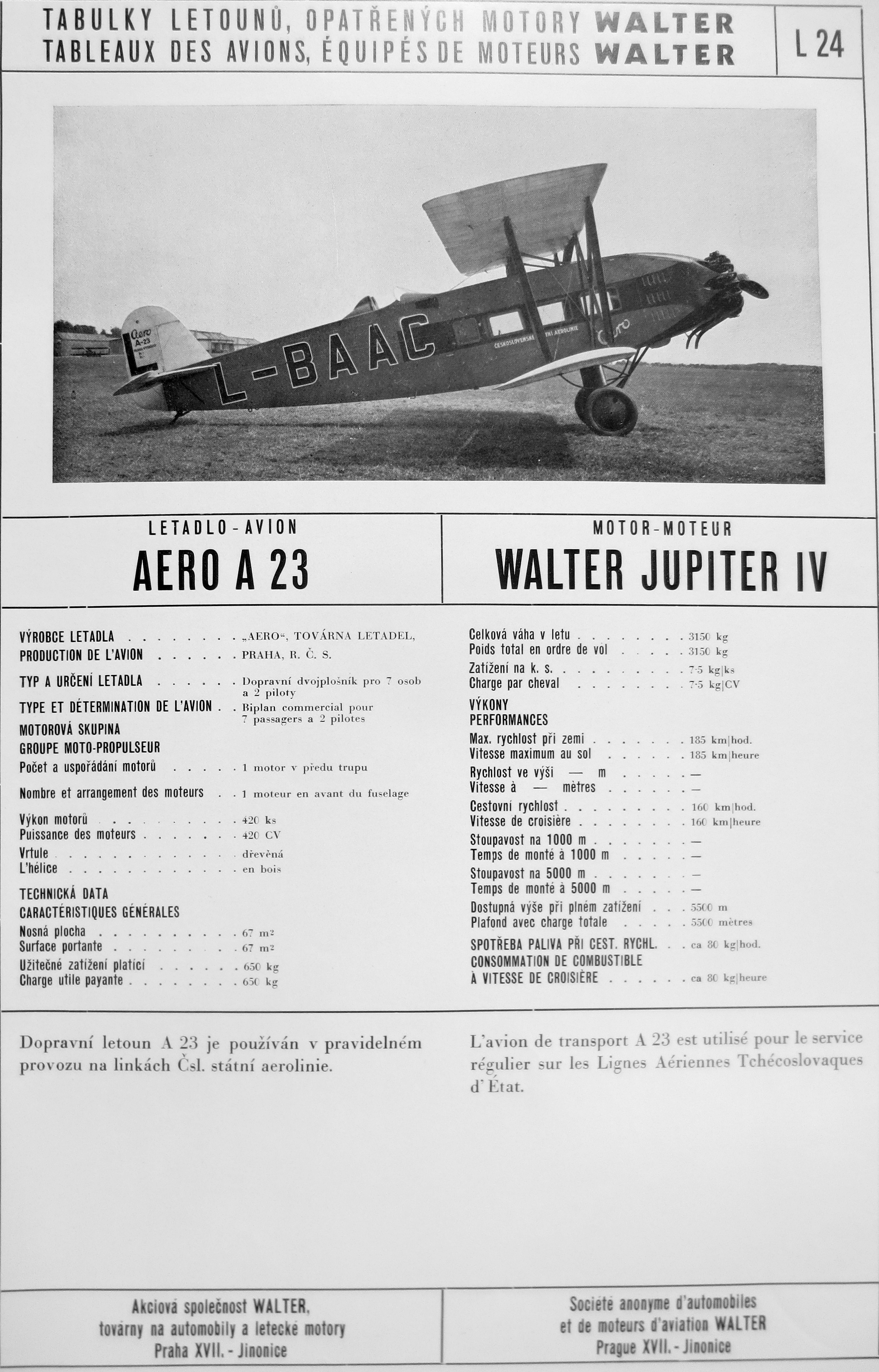
Aero A-23 a Walter Jupiter IV

Letové testy prototypu A-23 (L-BAAA) proběhly v roce 1926 společně s přejímacími zkouškami ČSA. Sériová výroba se v Aeru rozbíhala pomalu, proto bylo šest sériových strojů A-23 (L-BAAB až -BAAG) předáno ČSA až v roce 1928.

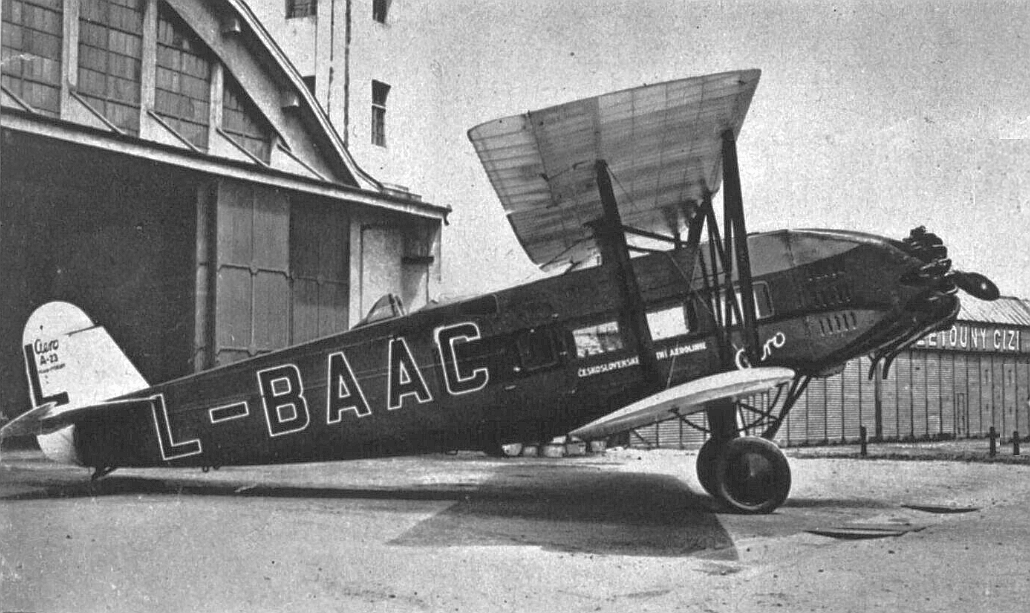
Aero A-23 (L-BAAC) s motorem Walter Jupiter IV (1928)

Dopravní letouny Aero A-23 byly nasazeny na nejdelší tehdejší spoj ČSA, na trať Praha-Užhorod (Praha - Brno - Bratislava - Užhorod), na sklonku své činnosti přešly tyto letouny na lázeňské linky Praha-Karlovy Vary a Mariánské Lázně. Po nalétání 868 149 km byly od ČSA vyřazeny. Trojice A-23 s novou imatrikulací OK-AAB až -AAD zůstala v letuschopném stavu do roku 1936. OK-AAB působil od roku 1932 ve službách aeroklubu Masarykovy letecké ligy v Praze a od roku 1934 Piešťanech zejména při vyhlídkových letech.
První vyrobený letoun L-BAAA havaroval 26. března 1930 při letu ČSA z Brna do Prahy u Miletína. Při letu se výrazně zhoršily povětrnostní podmínky a pilot kvůli mlze měl omezenou viditelnost. Během půl hodiny provedl několik okruhů a nakonec se rozhodl nouzově přistát na otevřeném poli. Zatímco všech šest cestujících utrpělo jen drobná zranění, letadlo bylo neopravitelně poškozeno. Letoun byl vymazán z leteckého rejstříku 28. února 1931.
Na letadla Aero A-23 a odvozený typ Aero A-38 připadá největší podíl na výkonu prvních 10 let trvání ČSA. Tato letadla vykonala i řadu letů do ciziny a byla s úspěchem vystavena na Mezinárodních leteckých výstavách v Paříži a v Berlíně. Obě letadla A 23 a A 38 se vyznačovala výbornými leteckými vlastnostmi (při celkovém počtu přes 1 100 000 nalétaných km) a velmi prostornou, pro pohodlí a bezpečnost cestujících všestranně přizpůsobenou kabinou.

## Specifikace

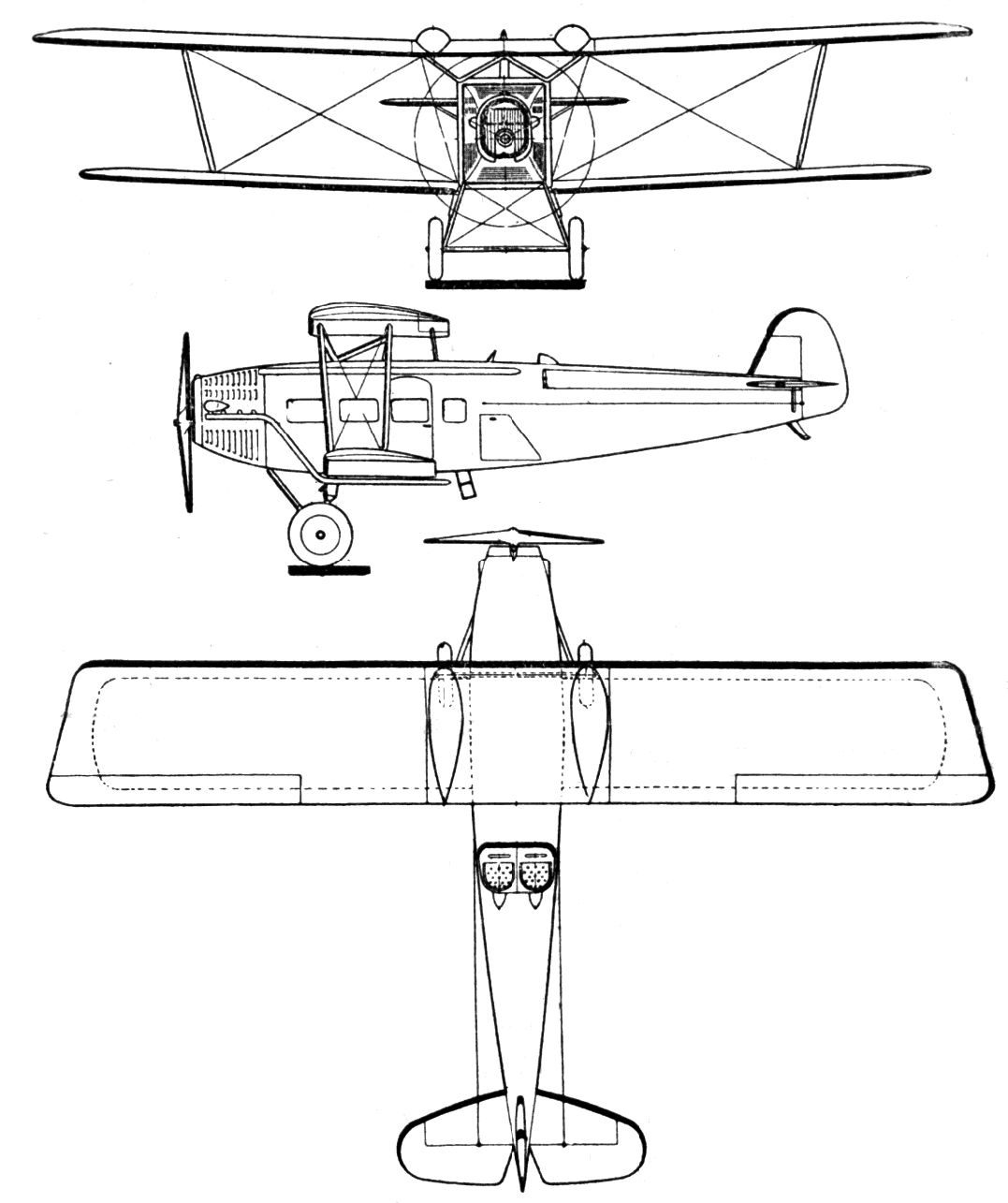
Třípohledový nákres Aera A.23 s motorem Lorraine-Dietrich

Údaje podle

### Technické údaje
- Osádka: 2 (pilot a kopilot)
- Kapacita: 5-6 cestujících
- Rozpětí: 16,75 m
- Délka: 12,22 m
- Výška: 4,5 m[6]
- Nosná plocha: 67,25 m²
- Prázdná hmotnost: 1 860 kg
- Vzletová hmotnost: 3 150 kg
- Pohonná jednotka: 1 × vzduchem chlazený devítiválcový hvězdicový motor Walter Jupiter IV
  - Jmenovitý výkon při zemi: 308 kW / 420 k při 1750 ot/min
  - Maximální, vzletový výkon: 330 kW / 450 k při 1850 ot/min
- Vrtule: pevná, dřevěná, dvoulistá

### Výkony
- Maximální rychlost: 185 km/h
- Cestovní rychlost: 160 km/h
- Dostup: 5 500 m
- Vytrvalost: 5 hodin letu
- Dolet: 1100 km[6]